# Mari Bárbola

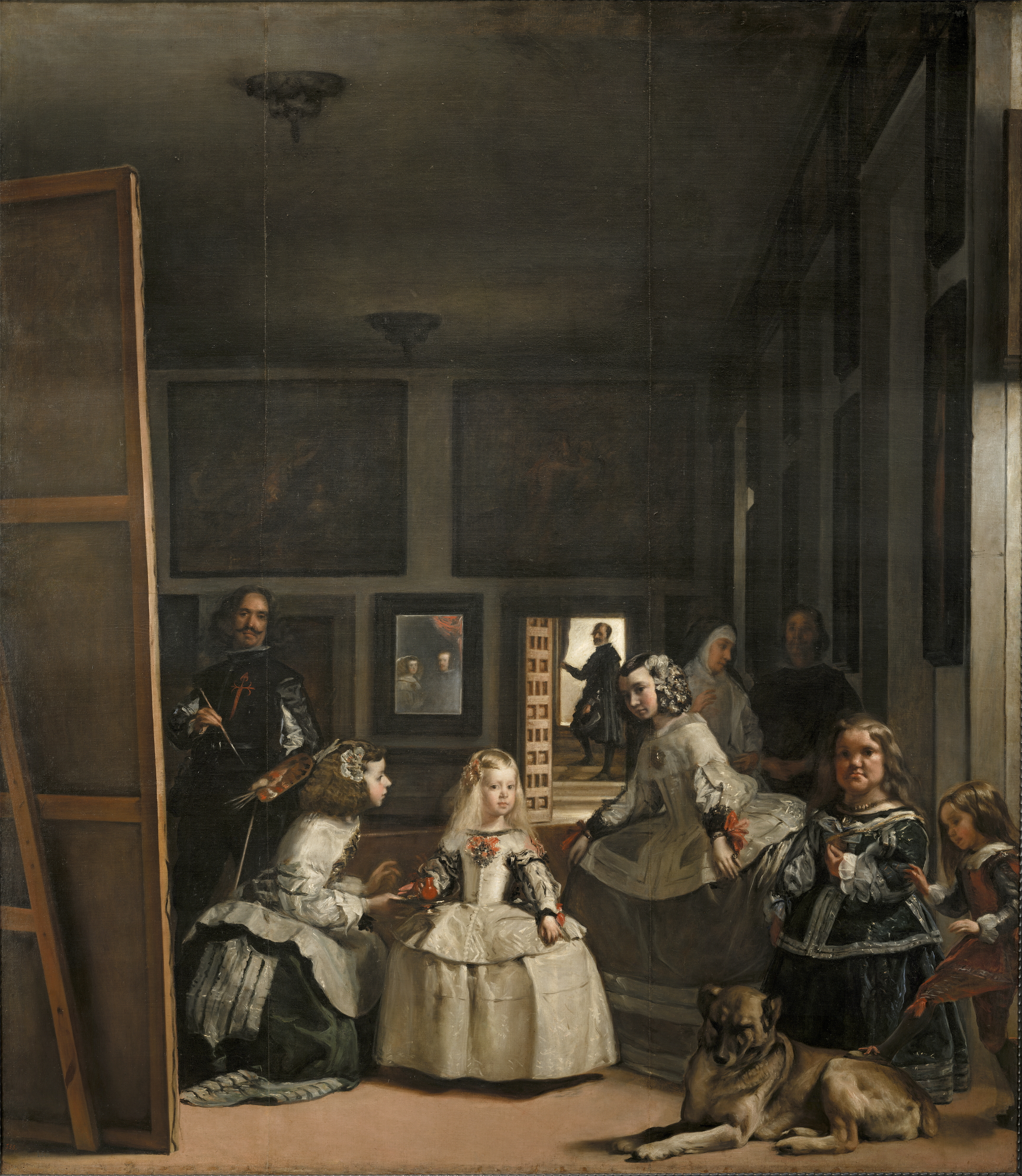
Las meninas. En la pintura aparecen, de izquierda a derecha: Velázquez, María Agustina Sarmiento, una de las meninas, la infanta Doña Margarita, Isabel de Velasco, la otra menina, y los enanos Maribárbola y Nicolás Pertusato; en segundo plano, Marcela de Ulloa y un Guardadamas; en el espejo se reflejan los reyes Felipe IV y Mariana de Austria, y al fondo aparece José Nieto, aposentador de palacio.

Mari Bárbola (María Bárbara Asquín) era una enana de corte de origen alemán que a la muerte de su señora, la condesa de Villerbal y Walther, pasó a formar parte del servicio de palacio de la reina Mariana de Austria "con paga, raciones y cuatro libras de nieve durante el verano".
Felipe V la desterró y regresó a Alemania, su país de origen, en torno al 1700.
Según José Moreno Villa: Sabemos el nombre completo y la patria de la conocida Mari-Bárbola, o sea María Bárbara Asquin, alemana.

## Las Meninas

descripción de Mari Bárbola todos los rasgos patológicos que definen el enanismo acondroplásico

Por Palomino publicada en 1724, se saben los nombres de los personajes retratados en la pintura de Velázquez de Las Meninas, en la cual también se encontraba Maribárbola. El 3 de diciembre de 1996, la doctora Manuela Mena (Jefa de Conservación de Pintura del siglo XVIII y del Prado) en una conferencia pronunciada en el museo sobre Las Meninas, opinaba entre otras cosas que Mari Bárbola sostiene entre los dedos de su mano izquierda un anillo símbolo de la Fidelidad. Sin embargo, esta interpretación ha sido rebatida por la doctora Carmen Garrido (Jefa del Gabinete de Documentación Técnica del Museo del Prado), que aclara que ni en la radiografía del cuadro se ha podido apreciar la presencia del anillo.
Como bien señala el Pr. Amador Schuller, Diego Velázquez supo captar en la descripción de Mari Bárbola todos los rasgos patológicos que definen el enanismo acondroplásico, que contrastan notablemente con los del enanismo hipofisario del joven Nicolasito Pertusato, que en el cuadro de “Las Meninas” aparece a su lado. Frente a los rasgos armónicos de Nicolasito, en Mari Bárbola, además del evidente enanismo, podemos apreciar el acortamiento de miembros, la cabeza grande y desproporcionada (macrocefalia), la frente ancha y prominente (frente olímpica), el puente nasal hundido y el pseudoprognatismo provocado por la hipoplasia del maxilar superior.